# Уряд Монголії
Уряд Монголії — вищий орган виконавчої влади Монголії.

## Голова уряду
- Прем'єр-міністр — Джаргалтулга Ерденебат (англ. Jargaltulga Erdenebat).
- Віце-прем'єр-міністр — Ухнаа Хурелсух (англ. Ukhnaa Khurelsukh).

## Кабінет міністрів
Склад чинного уряду подано станом на 12 серпня 2016 року.
| Логотип | Міністерство                                                                | Міністр                                            | Фото | Час на посаді | Час на посаді | Партія | Партія | Вебсайт |
| ------- | --------------------------------------------------------------------------- | -------------------------------------------------- | ---- | ------------- | ------------- | ------ | ------ | ------- |
|         | Міністерство будівництва і міського розвитку                                | Гомбосурен Мунхбаяр (Gombosuren Munkhbayar)        |      |               |               |        |        |         |
|         | Міністерство гірничої промисловості та важкої промисловості                 | Цедев Дашдордж (Tsedev Dashdorj)                   |      |               |               |        |        |         |
|         | Міністерство екології та туризму                                            | Дуламсурен Ойунхорол (Dulamsuren Oyunkhorol)       |      |               |               |        |        |         |
|         | Міністерство енергетики                                                     | Пуревджав Ганхуу (Purevjav Gankhuu)                |      |               |               |        |        |         |
|         | Міністерство закордонних справ                                              | Ценд Мунх-Оргіл (Tsend Munkh-Orgil)                |      |               |               |        |        |         |
|         | Міністерство оборони                                                        | Бадмаанямбуу Бат-Ердене (Badmaanyambuu Bat-Erdene) |      |               |               |        |        |         |
|         | Міністерство освіти, культури, науки і спорту                               | Джаміянсурен Бацуурі (Jamiyansuren Batsuuri)       |      |               |               |        |        |         |
|         | Міністерство охорони здоров'я                                               | Аюш Цогцецег (Ayush Tsogtsetseg)                   |      |               |               |        |        |         |
|         | Міністерство праці та соціальної допомоги                                   | Нямтайшір Номтойбаяр (Nyamtaishir Nomtoibayar)     |      |               |               |        |        |         |
|         | Міністерство продовольства, сільського господарства та легкої промисловості | Пурев Сергелен (Purev Sergelen)                    |      |               |               |        |        |         |
|         | Міністерство фінансів                                                       | Баттогтох Чойджилсурен (Battogtokh Choijilsuren)   |      |               |               |        |        |         |
|         | Міністерство шляхів сполучення і перевезень                                 | Дангаа Ганбат (Dangaa Ganbat)                      |      |               |               |        |        |         |
|         | Міністерство юстиції та внутрішніх справ                                    | Сандаг Бямбацогт (Sandag Byambatsogt)              |      |               |               |        |        |         |
|         | Міністр кабінету міністрів                                                  | Джаміян Мунхбат (Jamiyan Munkhbat)                 |      |               |               |        |        |         |